# Mänttä
Mänttä è stata una città finlandese di 6 578 abitanti, situata nella regione del Pirkanmaa. Il comune è stato soppresso nel 2009 ed è compreso in Mänttä-Vilppula.